# 렉 짝짓기

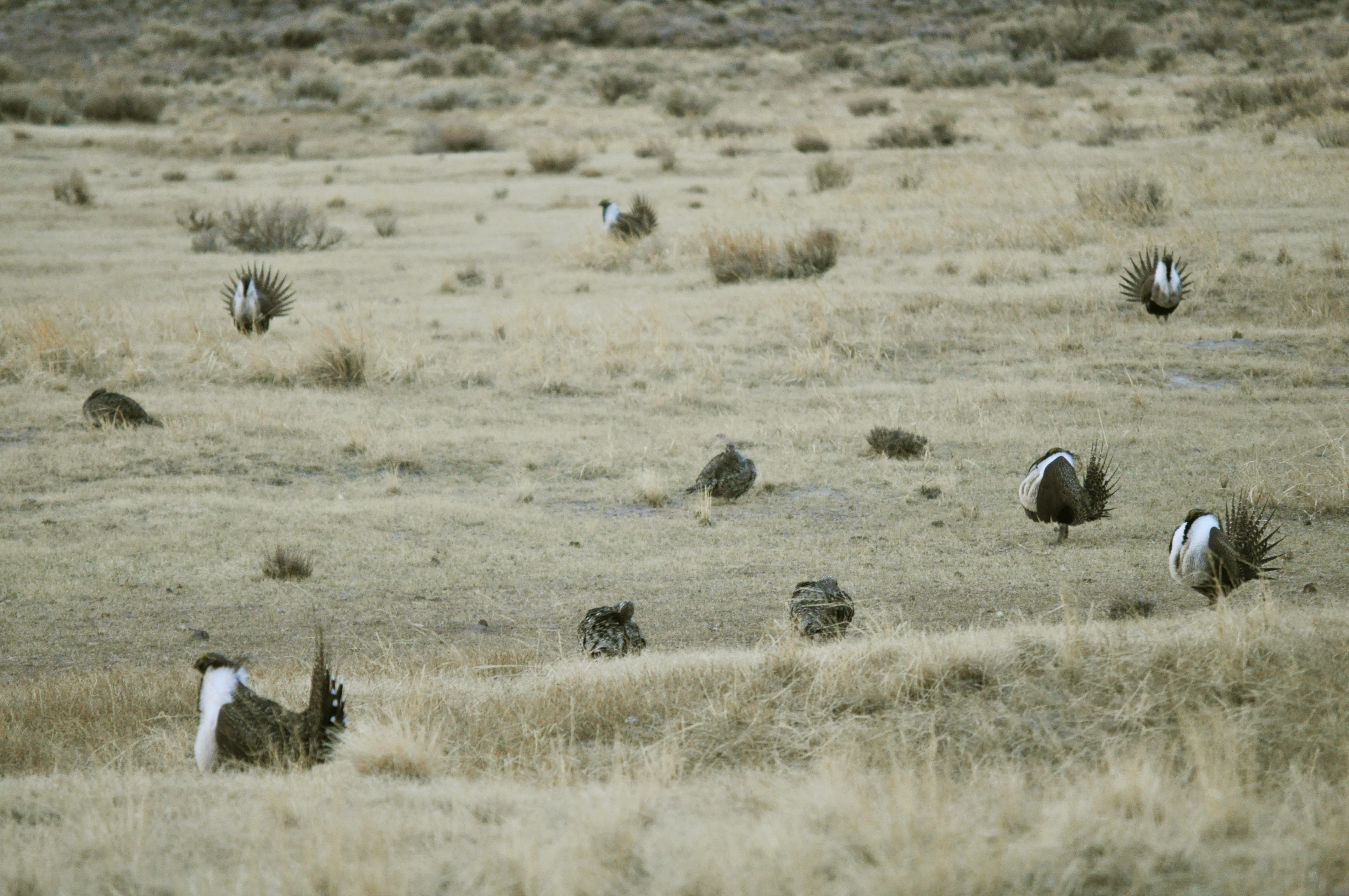

렉 짝짓기(영어: lek mating)는 유망한 수컷을 원하는 암컷과의 짝짓기를 위해 레킹이라 불리는 경쟁적인 과시와 구애 의식에 참여하는 수컷 동물의 집단을 말한다. 렉은 또한 과시하는 수컷이 번식기에 지킬 수 있는 영역의 넓이를 나타내기도 한다. 레킹을 하는 종의 특징은 크게 과시하는 수컷, 암컷의 까다로운 짝 선택, 수컷이 얻는 간접적인 이익과 여성의 비용 감소가 있다. 레킹은 보통 검은 거위와 같은 새들 사이에서 많이 행해지지만, 어류, 양서류, 포유류 등 척추동물의 넓은 범위에 걸쳐 관찰된다.
원래 렉 개념은 시청각적인 수컷 각자의 영토를 포함한다. 렉 개념은 필연적으로 하나의 모순을 직면하게 되는데, 특정 수컷 형질에 대한 암컷의 강한 성선택압은 피셔의 달음박질 메커니즘에 의하면 유전적 다양성의 감소를 야기해야 한다. 그러나 실제로 레킹을 하는 종들에서 다양성을 유지한다는 것 때문에 모순이 존재한다.